# Bernsdorf (Bautzen)
Bernsdorf è una città di 6 280 abitanti della Sassonia, in Germania.
Appartiene al circondario (Landkreis) di Bautzen (targa BZ) ed è parte della comunità amministrativa (Verwaltungsverband) di Bernsdorf.